# Nguyễn Thanh Chương
Nguyễn Thanh Chương (sinh 1949) là đại biểu Quốc hội Việt Nam khóa X, thuộc đoàn đại biểu Thanh Hoá.
Tên thường gọi: Nguyễn Thanh Chương
Ngày sinh: 15/7/1949
Giới tính: Nam
Dân tộc: Kinh
Tôn giáo: Không
Quê quán: Xã Nhân Thành, huyện Yên Thành, Nghệ An
Trình độ chính trị: Cao cấp
Trình độ chuyên môn: Kỹ sư Silicat
Nghề nghiệp, chức vụ: Giám đốc Công ty xi măng Bỉm Sơn, Ủy viên Ủy ban Kinh tế và Ngân sách của Quốc hội
Nơi làm việc: Công ty xi măng Bỉm Sơn
Nơi ứng cử: Thanh Hoá
Đại biểu Quốc hội khoá: X
Đại biểu chuyên trách: Không
Đại biểu Hội đồng Nhân dân: Không